# ماري شارب
ماري شارب (بالإنجليزية: Marie Sharp)‏ هي رائدة أعمال بليزية، ولدت في 1940 في هندوراس البريطانية.